# Stor-Danasjön
Stor-Danasjön är en sjö i Storumans kommun i Lappland och ingår i Umeälvens huvudavrinningsområde. Sjön har en area på 1,37 kvadratkilometer och ligger 575,2 meter över havet. Stor-Danasjön ligger i Vindelfjällen Natura 2000-område. Sjön avvattnas av vattendraget Gardsjöbäcken (Danabäcken).

## Delavrinningsområde
Stor-Danasjön ingår i det delavrinningsområde (726927-153446) som SMHI kallar för Utloppet av Stor-Danasjön. Medelhöjden är 613 meter över havet och ytan är 14,57 kvadratkilometer. Det finns ett avrinningsområde uppströms, och räknas det in blir den ackumulerade arean 63,65 kvadratkilometer. Gardsjöbäcken (Danabäcken) som avvattnar avrinningsområdet har biflödesordning 2, vilket innebär att vattnet flödar genom totalt 2 vattendrag innan det når havet efter 322 kilometer. Avrinningsområdet består mestadels av skog (78 procent). Avrinningsområdet har 1,52 kvadratkilometer vattenytor vilket ger det en sjöprocent på 10,4 procent.